# Scarecrow (film)
Pour les articles homonymes, voir Scarecrow.
Série
Scarecrow, la résurrection
(2003)
Pour plus de détails, voir Fiche technique et Distribution.
Scarecrow ou  L'Épouvantail au Québec, est un film d'horreur américain réalisé par Emmanuel Itier, sorti directement en DVD en 2002.

## Synopsis
Lester Dwervick, un adolescent timide, discret, solitaire et mal dans sa peau, est le souffre-douleur de son lycée. Ce dernier a eu depuis longtemps des difficultés pour se faire des amis et a dû endurer quotidiennement moqueries et harcèlements de la part de ses camarades de classe. Un jour, il est défendu par l'une de ses camarades, Judy. Il se lie d'amitié avec elle, mais elle finit par le décevoir. En rentrant chez lui, il se bagarre avec l'amant de sa mère qui avait des rapports avec cette dernière, mais finit par se faire tuer et pendre à un arbre. Un an plus tard, les adolescents de la ville sont massacrés dans d'atroces conditions et un étrange épouvantail semble être l'auteur de ces crimes. Habité par un esprit diabolique, il paraît bien décidé à faire payer à tout le village les humiliations subies par Lester.

## Fiche technique
Sauf indication contraire, les informations mentionnées dans cette section peuvent être confirmées par la base de données cinématographiques IMDb,  présente dans la section « Liens externes ».
- Titre original et français : Scarecrow
- Titre québécois : L'Épouvantail
- Réalisation : Emmanuel Itier
- Scénario : Bill Cunningham, Emmanuel Itier et Jason White
- Décors : Sam Greenmun
- Costumes : Marc Goodrich, Todd Rex, Eric Sonntag et Shana Weissman-Mintz
- Photographie : Byron Werner
- Montage : Karl T. Hirsch
- Musique : Vincent Gillioz
- Production : Emmanuel Itier, Steve Taylor et Tanya York
- Sociétés de production : The Asylum et York Entertainment
- Budget : 250 000 dollars
- Pays d'origine :  États-Unis
- Langue originale : anglais
- Format : couleur - 35 mm - 1,85:1 - son stéréo
- Genre : Slasher et fantastique
- Durée : 86 minutes
- Dates de sortie (directement en DVD) : 
  - États-Unis : 25 mars 2003
  - France : 12 avril 2007
- Public : interdit aux moins de 16 ans lors de sa sortie en France

## Distribution
- Tim Young : Lester Dwervick
- Todd Rex : l'Épouvantail
- Tiffany Shepis (VF : Edwige Lemoine) : Judy Patterson
- Jen Richey : Morgan
- Roxanna Bina : Stephanie
- John Moore : Chad
- Richard Elfman : le shérif Patterson / Hewitt
- Jason Simon : Eddie Barclay
- Mark Irvingsen (VF : Jean-François Vlérick) : le fermier Hailey / Burt
- Belinda Gavin : Rhonda
- Sonja Ecker : Mme Melton
- Derrick Bishop : Mitch
- Anthony C. Ferrante : Jake
- Skyler Caleb : Tiger
- Anil de Mello : Greg

## Production

### Tournage
Le tournage dure huit jours.

## Autour du film
- Le réalisateur fait un caméo dans le rôle de Mr Dufourq, le gérant du snack.
- L'épouvantail est interprété par Todd Rex, qui était également coordinateur des cascades et responsable des effets spéciaux sur le film.
- Le film sera suivi par Scarecrow, la résurrection (2003) et Scarecrow, l'ultime massacre (2004).
- Scarecrow n'est pas le premier film d'horreur à mettre en scène un épouvantail. Dès 1981, Frank De Felitta réalisait le téléfilm Les Fleurs de sang, où l'idiot du village se réincarnait également en épouvantail pour se venger de ses assassins. En 1988, William Wesley réalisait Scarecrows, dans lequel une bande de mercenaires se retrouvait dans un champ de maïs peuplé d'épouvantails tueurs. Quelques années plus tard, Jeff Burr réalisa Night of the Scarecrow (en) (1995), dans lequel un groupe d'adolescents libérait l'esprit d'un sorcier maléfique qui prit possession d'un épouvantail. Plus récemment, un groupe d'adolescents en visite dans la ferme familiale de l'un d'entre eux, se faisait attaquer par un épouvantail tueur dans Dark Harvest (2004).
- Ce film reprend le thème du "souffre-douleur décidant de se venger" (à l'instar de Carrie au bal du diable, Teddy, la mort en peluche ou encore Le Jour des fous).